# 仡佬字
仡佬字是中國少數民族仡佬族的獨有文字，由陳其光教授於1989年在貴州安順發現，仡佬字特色為借用漢字，補充自造漢字，有形聲、會意等性質的造字方法。陳教授的調查發音人王國權，有一篇用漢字記錄的仡佬語材料《刀朵刀》(三月三)，裡面一些自造漢字，由陳教授抄錄保存。